# Ensemble MAE
Ensemble MAE, vroeger Maarten Altena Ensemble geheten, is een Nederlands ensemble op het kruispunt van hedendaagse klassieke muziek en geïmproviseerde muziek.  

## Historie
Het Maarten Altena Ensemble is opgericht in 1980 door Maarten Altena. Sinds 1997 speelde Altena, contrabassist, zelf niet meer mee, en was hij artistiek leider van het ensemble. Na het 25-jarig bestaan van het ensemble in 2005 nam Altena afscheid en werd hij als artistiek leider opgevolgd door het duo Yannis Kyriakides en Roland Spekle. De naam van het ensemble werd toen gewijzigd in Ensemble MAE. Van 2001 tot voorjaar 2007 was Otto Tausk vaste dirigent van het ensemble, hij is opgevolgd door Bas Wiegers. Onder de nieuwe artistieke leiding van Kyriakides en Spekle is de focus verlegd naar het toevoegen van live elektronica aan de akoestische instrumenten en het experimenteren met nieuwe manieren om muziek uit te voeren (performance) en het gebruik van nieuwe (digitale) media.

## Activiteiten
Het ensemble combineert 9 musici met een totaal verschillende achtergrond: oude muziek, nieuwe muziek, popmuziek, jazz en improvisatie en elektronische muziek. Het ensemble heeft de volgende bezetting: zang, blokfluit, elektrische gitaar, trombone, klarinet, viool, contrabas, percussie en piano.
Ruim 150 composities werden al speciaal voor deze bijzondere bezetting geschreven, door onder meer oprichter Maarten Altena, Robert Ashley, Richard Ayres, Allison Cameron, Jack Body, Alvin Curran, Guus Janssen, Yannis Kyriakides, Martijn Padding, Steve Martland, Solex, Cor Fuhler, Paul Termos. Het ensemble werkte samen met gastmusici als Derek Bailey, Anthony Braxton, Misha Mengelberg, Roscoe Mitchell, Butch Morris en John Zorn.
In de loop der jaren zijn lp's en cd's uitgebracht op labels als X-OR, HatHut, Claxon, Philips, Donemus, Attacca, Nato en Unknown Public.
Het ensemble trad op in Japan, de Verenigde Staten, Canada, Rusland, Mexico, veel landen in Europa en vooral in Nederland, waar het ensemble is gevestigd.